# زیرگوشته

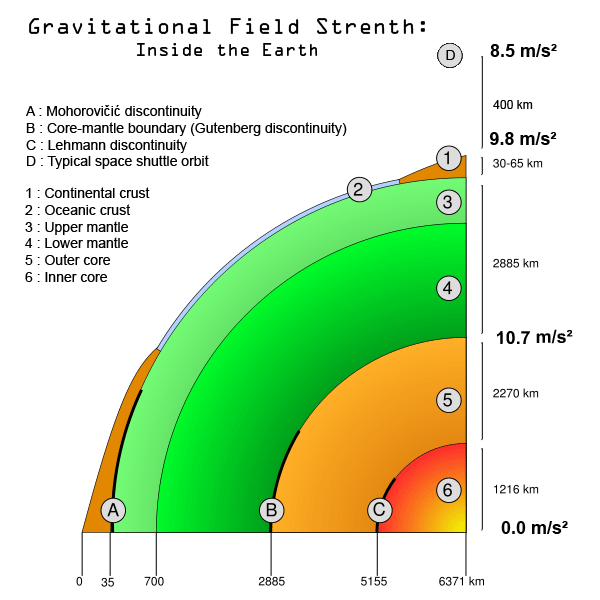
۱ = پوسته قاره‌ای، ۲= پوسته اقیانوسی، ۳= روگوشته، ۴= زیرگوشته، ۵+۶= هسته، A= مرز پوسته-گوشته (ناپیوستگی موهوروویچیچ)

زیرگوشته یا گوشته زیرین که پیشتر میان‌کره نیز نامیده می‌شد، تقریباً ۵۶٪ از حجم کل زمین را نشان می‌دهد و منطقه‌ای از ۶۶۰ تا ۲۹۰۰ کیلومتری زیر سطح زمین بین منطقه گذار و هسته بیرونی است.
فشار و دما در گوشته پایینی بین ۲۴–۱۲۷ گیگا پاسکال و ۱۹۰۰–۲۶۰۰ کلوین است. پیشنهاد شده است که ترکیب زیرگوشته پیرولیتی و حاوی سه فاز اصلی بریگمانیت، فروپریکلاز و پروسکیت کلسیم سیلیکات است. نشان داده شده است که فشار بالا در گوشته پایینی باعث انتقال چرخش بریگمانیت آهن دار و فروپریکلاز می‌شود که ممکن است هم دینامیک ستون گوشته‌ای و هم شیمی زیرگوشته را تحت تأثیر قرار دهد.
مرز بالایی زیرگوشته با افزایش شدید سرعت موج لرزه‌ای و چگالی در ژرفای ۶۶۰ کیلومتر (۴۱۰ مایل) مشخص می‌شود.